# Lycosa accurata
Lycosa accurata là một loài nhện trong họ Lycosidae.
Loài này thuộc chi Lycosa. Lycosa accurata được Lawrence Becker miêu tả năm 1886.